# Frano Parać
Frano Parać, hrvaški skladatelj, pedagog in akademik, * 1948, Split.
Parać je profesor na Glasbeni akademiji v Zagrebu in član Hrvaške akademije znanosti in umetnosti.